# Corynoptera submontana
Corynoptera submontana är en tvåvingeart som beskrevs av Werner Mohrig 1985. Corynoptera submontana ingår i släktet Corynoptera och familjen sorgmyggor.
Artens utbredningsområde är Österrike. Inga underarter finns listade i Catalogue of Life.